# Marissa Mayer
Marissa Ann Mayer, född 30 maj 1975 i Wausau i Wisconsin, USA, är en amerikansk affärskvinna och investerare. Hon var koncernchef och verkställande direktör för Yahoo!, en post hon tillträdde i juli 2012 och behöll till 2017.  Affärstidningen Fortune rankade henne som nummer 14 på listan över de mest inflytelserika kvinnorna inom det amerikanska näringslivet 2012. Mellan 1999 och 2012 arbetade hon på Google och kom dit som företagets tjugonde anställda och första kvinnliga ingenjör.

## Uppväxt
Marissa Mayer är dotter till ingenjören Michael Mayer och konstläraren Margaret Mayer, som är av finsk härkomst. Hon har en yngre bror, och under uppväxten fylldes hennes dagar med aktiviteter både kopplat till skolan och efter skoltid. Hon hade minst en aktivitet per dag, vilka innefattade balett, simning, skridskoåkning, pianolektioner, och Brownies-nivån av flickscouterna. Att ha prövat på så många aktiviteter, och haft mycket att välja på, menar hon själv passade henne bra då hon gillar variation och att ha flera bollar i luften samtidigt. Hon beskriver också sig själv som väldigt blyg och att hennes fulla schema berodde på att hennes mamma ville utmana henne och ge henne många valmöjligheter.

## Utbildning
Mayer tog examen från Wausaus high school 1993, under denna tid utmärkte hon sig i de vetenskapliga ämnena och engagerade sig i aktiviteter utöver skolan, såsom ordförande i debattlaget och i cheerleading laget. Efter denna examen valdes Mayer av Wisconsins guvernör som en av statens två delegater att delta i National Youth Science Camp i West Virginia. När Mayer sedan skulle söka till universitet antogs hon till tio olika högt rankade universitet men valde att studera vidare på Stanford University för att utbilda sig till barnneurolog. Där upptäcktes istället intresset för datavetenskap och hon tog en kandidatexamen i ämnet symboliska system år 1997 samt en master i datavetenskap med specialisering inom artificiell intelligens år 1999. Under sin master spenderade hon nio månader som praktikant på Ubilab i Zürich, Schweiz. År 2009 tilldelades Mayer en honoris causa på Illinois Institute of Technology som ett erkännande av hennes arbete inom fältet sökning.

## Karriär
Marissa Mayer började sin yrkeskarriär på UBS forskningslabb (Ubilab) i Zürich, Schweiz, och SRI International i  Menlo Park, Kalifornien.  

### Google
År 1999 blev Mayer första kvinna att få anställning som ingenjör på Google och hon var den tjugonde personen att anställas. Mayer startade sin karriär på Google med att koda och utveckla Googles sökfunktioner medan hon hade uppsikt över mindre grupper av ingenjörer. Hon började som ingenjör men fick senare rollen som produktchef för webben. Under sina 13 år i företaget hade hon olika funktioner som ingenjör, designer, produktchef och arbetade även på verkställande nivå. Mayer hade en viktig roll inom de flesta av Googles produkt- och tjänsteområden: Google Search, Google Bilder, Google Nyheter, Google Maps, Google Böcker, Google Product Search, Google Verktygsfält, iGoogle och Gmail. Hon övervakade även layouten för Googles sökhemsida. 
År 2002 startade Mayer ett mentorskapsprogram med namnet Associate Product Manager (APM) för att rekrytera nya talanger och kultivera dem för ledarskapsroller.
År 2005 blev Mayer vice president för sökprodukter och användarupplevelser.
2011 gjorde Mayer en videointervju med Lady Gaga; en video som har fått över två miljoner visningar på Youtube. 

### Yahoo!
Den 16 juli 2012 blev Mayer utsedd till VD och koncernchef för Yahoo!. Hon är också medlem i företagets styrelse. Mayer var gravid i femte månaden när hon började sitt arbete på Yahoo och efter att ha fött en son tog hon endast två veckors föräldraledighet. För att vara närmare sitt barn och kunna arbeta längre dagar lät Mayer på egen bekostnad bygga en barnkammare bredvid sitt kontor.
I februari 2013 genomförde Mayer en stor förändring i medarbetarpolicyn vilket innebar att alla anställda som arbetade på distans behövde ställa om och börja arbeta på Yahoos kontor.
I april 2013 ändrade Mayer Yahoos policy angående föräldraledighet genom att fördubbla den betalda föräldraledigheten för mammor som då ökade från åtta till sexton veckor. Pappor får åtta veckors betald föräldraledighet. Dessa förändringar liknade de andra företag i Silicon Valley hade infört, som exempelvis Facebook och Google. Under 2013 blev Mayer rankad åtta på Fortunes lista över de 50 mäktigaste affärskvinnorna med namnet "50 Most Powerful Women in Business". Hon avslutade sin post på Yahoo 2017.

### Sunshine
Efter att Marissa Mayer avslutade sin post på Yahoo! skapade hon tillsammans med sin kollega Enrique Muñoz Torres företaget Sunshine 2018. Företaget är grundat i Kalifornien, i staden Palo Alto och har lanserat en app kallad Sunshine Contacts som använder sig av artificiell intelligens och hanterar kontakter i telefonen. Denna app ska kunna användas genom Gmail samt iOS och fokuserar på att underlätta delandet av kontakter till andra. Denna app är bara en av många förväntade appar inom företaget. Flera appar är planerade att lanseras och Sunshine Contacts är den första i serien.

## Styrelseposter och utmärkelser
Förutom styrelseposten i Yahoo! sitter Mayer även i styrelsen för Walmart. Hon är också styrelseledamot i flera ideella institutioner som Cooper-Hewitt, National Design Museum, New York City Ballet, San Francisco Ballet och San Francisco Museum of Modern Art.
I september 2013 blev Mayer den första VD:n för ett Fortune 500 bolag som presenterades i en Vouge-tidning. Under 2013 nämndes hon i Time 100 och blev den första kvinna som listats som nummer ett på Fortune Magazines årliga lista över de 40 bästa företagsstjärnorna som är yngre än 40 år. Mayer gjorde historia i Fortune Magazine 2013 när hon blev den enda personen som var med i alla tre årliga listor under samma år. Listorna var: "Businessperson of the year" (rankad som nummer 10), "Most Powerful Women" (rankad som nummer 8) och "40 under 40" (rankad som nummer 1).
I mars 2016 utsåg Fortune Mayer till en av världens mest nedslående ledare.
Den 24 december 2015 listades Mayer på 14:e plats i en lista på de 500 mest inflytelserika verkställande direktörerna av det brittiska företaget Richtopia.
Mayer fanns med på tidningen Fortunes årliga lista över USA:s 50 mäktigaste kvinnor 2008, 2009, 2010 och 2011. Hon rankades som 50, 44, 42 respektive 38. Under 2008, 33 år gammal, var hon den yngsta kvinna som någonsin listats. Mayer utsågs av Glamour Magazine till ”Årets kvinna”, 2009.

## Privatliv
Mayer gifte sig med advokaten och investeraren Zachary Bogue 12 december 2009. Samma dag som Yahoo! meddelade hennes anställning, avslöjade Mayer att hon var gravid. Mayer födde en son den 30 september 2012. Den 10 december 2015 meddelade Mayer att hon hade fött identiska tvillingflickor.